# Кількість
Кі́лькість — в Арістотелівській логіці друга з 10 категорій (класів, розрядів, які спрощують процес розумового визначення будь-якої речі), побічна обставина матеріальних речей, за допомогою якої вони поширюються в просторі, вимірюються якоюсь математичною нормою і здатні бути поділеними на окремі частини.

## Приклади кількості
Кількість відповідає на запитання «Скільки (цього є там)?», наприклад: один, два, три, декілька, четвертина, фунт.
Кількість квадратів, кубів.

## В математиці і фізиці
Кожна сукупність предметів є певною множиною. Якщо вона скінченна, то її можна порахувати. Будь-який рахунок складається в повтореному складанні одиниці. Наприклад, число «40» є кількісною характеристикою будь-якої множини з 40 предметів, чи будуть це люди або дерева. Отже, числа і величини виявляються формальною, зовнішньою, за Гегелем, «байдужою» стороною якісних відносин. Є речі великі і маленькі, довгі і короткі, є рухи швидкі і повільні, є ступінь розвитку висока і низька тощо Все це можна виміряти за допомогою певного еталона: метра, секунди і так далі.
З метою встановлення кількісної визначеності предмета порівнюються складові його елементи — просторові розміри, швидкість зміни, ступінь розвитку — з певним еталоном як одиницею рахунку і вимірювання. Чим складніше явище, тим важче його піддавати вивченню за допомогою кількісних методів (наприклад, явища в сфері моральності, політики, естетичного сприйняття світу тощо); в цих випадках вдаються до різного роду шкал.
Процес пізнання реального світу як історично, так і логічно відбувається таким чином, що пізнання якості передує пізнання кількісних відносин. Наука рухається від якісних оцінок і описів явищ до встановлення кількісних закономірностей.
Кількість перебуває в єдності з якісною визначеністю явищ, речей, процесів; це єдність становить їх міру. Зміна кількісної визначеності речей до певної межі не торкається їх якості. За цими межами кількісні зміни супроводжуються зміною якості.